# Relações entre Grécia e Portugal
As relações diplomáticas entre a República Portuguesa e a República Helénica, remontam a 1835 na sequência da independência da Grécia. O Governo de Atenas procurou estabelecer relações diplomáticas com Portugal, tendo nomeado o Conde Andreas Metaxás como primeiro Embaixador não residente em Lisboa, a partir de 1835. A 29 de maio de 1924, Portugal reconhece a de facto e de jure a II República Helénica, mantendo relações diplomáticas com a Grécia até à atualidade. Portugal e a Grécia mantêm um robusto relacionamento diplomático, destacando-se a presença dos dois países em diversas organizações internacionais, com natural ênfase na União Europeia.
Registam-se diversos paralelos entre os dois países, desde fatores geográficos e demográficos, tendo os dois países uma área e uma população semelhante, até fatores históricos, como o facto de os dois países terem iniciado processos de transição democrática no mesmo ano, em 1974, passando pela afinidade que ambas as nações têm com o mar, que assume um papel de destaque na história dos dois estados.

## História
As primeiras interações entre os povos que habitavam os territórios atualmente correspondentes a Portugal e Grécia remontam à antiguidade clássica, período onde se verificaram diversos contactos entre os dois territórios, e em que foram fundadas diversas colónias gregas em território português. Inclusivamente, o mito da fundação da capital portuguesa, Lisboa, encontra-se intimamente relacionado com a Grécia, dado que o fundador da cidade terá sido Ulisses, figura lendária da mitologia grega, e protagonista da Odisseia, de Homero, um dos mais célebres poemas épicos da Grécia Antiga.
A guerra de independência da Grécia, que se iniciou em 1821, viria a renovar o relacionamento entre os dois países. Destaca-se a atuação do general português António Figueira de Almeida, natural de Elvas, e que integrou a missão filo-helena do coronel Fabvier, combatendo na Guerra da Independência Grega, ao lado de voluntários de diversos países europeus. António de Almeida viria a fixar-se na Grécia, onde teve um papel ativo na vida da jovem república, vindo a prender um dos dois assassinos do primeiro governador da Grécia, Ioannis Kapodistrias, em 1831. António de Almeida viria a alcançar a patente de General no exército grego, sendo inclusivamente considerado como um dos cofundadores do exército grego moderno.Consolidada a independência da jovem República, relações diplomáticas são estabelecidas entre os dois países em 1835, com o primeiro representante diplomático grego a ser acreditado como Embaixador não residente em Lisboa nesse ano. Contudo, a primeira missão diplomática portuguesa à Grécia data apenas de 1919, quando o Ministro Plenipotenciário Martinho Teixeira Brederode, Chefe da Delegação portuguesa nos Balcãs (sediada em Bucareste) se encontra também acreditado como Embaixador não residente em Atenas.
Igualmente durante o período de independência grega, o Trono da Grécia foi oferecido ao Príncipe Pedro de Portugal, futuro Rei de Portugal e Imperador do Brasil, que viria a recusar a coroa grega. Mais tarde, esta é oferecida ao Príncipe da Baviera Otto Friedrich Ludwig, que a aceitou, vindo a tornar-se Rei da Grécia, como Rei Otto I da Grécia.
Após a transição democrática dos dois países, que principiou nos dois casos em 1974, o relacionamento entre os dois países é reforçado, verificando-se a assinatura de um número de acordos bilaterais, e registando-se múltiplas Visitas de Estado e Oficiais por parte dos governantes dos dois países. Após a entrada dos dois estados na União Europeia, que ocorreu em 1981 no caso da Grécia, e 5 anos depois, em 1986, no caso de Portugal, a referida organização passou a ter uma elevada influência no relacionamento entre os dois países.

## Acordos Bilaterais
Verifica-se a assinatura de diversos acordos entre as duas nações, incluindo:
- Tratado de Comércio e navegação, a 15 de agosto de 1938;
- Acordo sobre Cooperação Cultural e Científica, a 10 de julho de 1980;
- Acordo de Transporte Aéreo, a 16 de maio de 1986;
- Convenção para Evitar a Dupla Tributação e Prevenir a Evasão Fiscal em Matéria de Impostos sobre o Rendimento, a 2 de dezembro de 1999;
- Acordo de Cooperação no domínio do Turismo, a 13 de março de 2018.
- Acordo de Cooperação em matéria de Defesa, a 12 de outubro de 2020.

## Visitas de Estado e Oficiais
Registam-se diversas Visitas de Estado e Oficiais por parte dos governantes dos dois países incluindo as seguintes:

### Visita de Governantes portugueses à Grécia
- 16 a 19 de março de 1983, António Ramalho Eanes, Presidente da República
- 12 a 17 de dezembro de 1988, Mário Soares, Presidente da República
- 1 a 4 de dezembro de 2002, Jorge Sampaio, Presidente da República
- 11 de abril de 2016, António Costa, Primeiro-ministro
- 9 de setembro de 2016, António Costa, Primeiro-ministro
- 6 de setembro de 2017, Marcelo Rebelo de Sousa, Presidente da República;
- 12 a 14 de março de 2018, Marcelo Rebelo de Sousa, Presidente da República e Augusto Santos Silva, Ministro dos Negócios Estrangeiros;
- 10 a 11 de outubro de 2019, Marcelo Rebelo de Sousa, Presidente da República

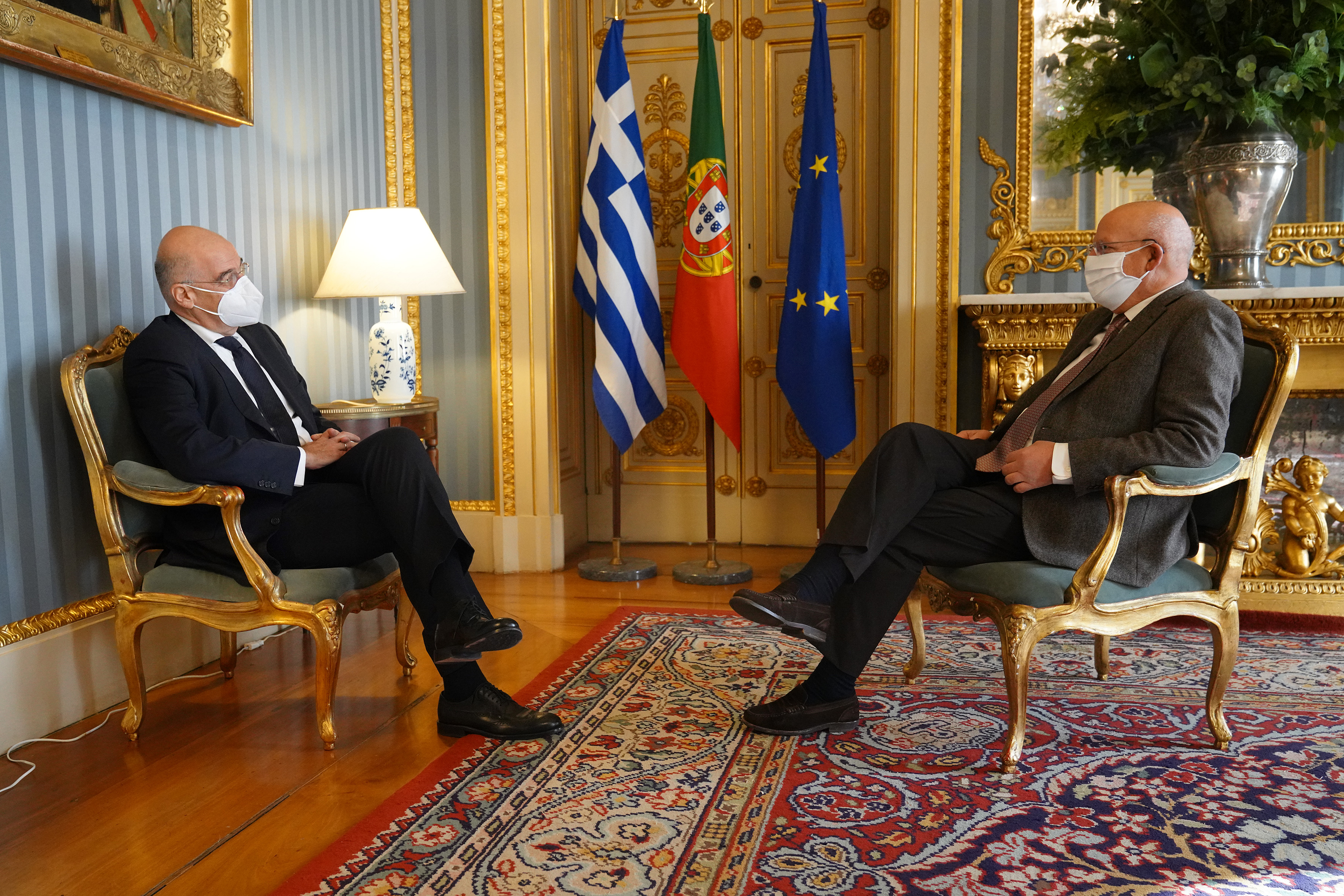
Augusto Santos Silva e Nikos Dendias, Ministros dos Negócios Estrangeiros de Portugal e da Grécia, em Lisboa.

### Visita de Governantes gregos a Portugal
- 27 e 28 de outubro de 1954, Marechal Alexandre Papagos, Primeiro-ministro
- 24 a 29 de junho de 1981, Constantino Karamanlis, Presidente da República
- 6 a 9 de maio de 1987, Christos Sartzetakis, Presidente da República
- 6 de setembro de 1996, Theodoros Pangalos, Ministro dos Negócios Estrangeiros
- 1 a 4 de dezembro de 1999, Constantinos Stephanopoulos, Presidente da República
- 15 de junho de 2007, Kostas Karamanlis, Primeiro-ministro
- 6 de setembro de 2017, Prokopios Pavlopoulos, Presidente da República
- 11 de janeiro de 2021, Kyriakos Mitsotakis, Primeiro-ministro
- 13 de janeiro de 2021, Nikos Dendias, Ministro dos Negócios Estrangeiros

## Relações Económicas
Portugal e a Grécia mantêm uma robusta relação económica, facilitada pelo estatuto de ambos os países como Estados Membros da União Europeia, bem como pela relativa proximidade geográfica entre os dois países.   
Em 2020, o valor total das exportações portuguesas para a Grécia foi de 155.6 milhões de euros, enquanto o das importações se situava nos 119.2 milhões de euros, o que representa um excedente favorável a Portugal de 36.4 milhões de euros. Ao longo do período entre 2016 e 2020 verificou-se um crescimento médio anual das exportações de 8,7%, o que contrasta com a diminuição média anual de 3,5% nas importações registada ao longo do mesmo período, da perspetiva portuguesa. Os principais grupos de produtos exportados por Portugal para a Grécia no ano de 2020 foram Veículos e Outros Materiais de Transporte, Pastas Celulósicas e Papel, e Plásticos e Borrachas, enquanto os principais grupos de produtos exportados pela Grécia para o mercado português foram, no mesmo ano, Produtos Agrícolas, e Máquinas e Aparelhos.
E 2019, a Grécia era o 32.º cliente comercial e o 38.º fornecedor de Portugal, enquanto para a Grécia, Portugal foi em 2019 o seu 35.º cliente e 37.º fornecedor.

## Missões Diplomáticas
- Portugal tem uma Embaixada em Atenas. Portugal dispõe ainda de 2 Consulados Honorários na Grécia, nas cidades de Pireu, Salónica e Corfu.[9]
- A Grécia tem uma Embaixada em Lisboa.[10]